# Ovinia
La lex Ovinia va ser una antiga llei romana de data incerta però que s'ha suposat que podria ser de l'any 351 aC sota els consols Gai Marci Rútil i Publi Valeri Publícola i proposada per un tribú de la plebs de nom Ovini. Establia que els censors havien d'escollir com a senadors a les persones més dignes, sense distinció de classes, o a les cinc persones més recomanables de cada cúria, si no hi havia patricis en l'edat adequada.